# Restio micans
Restio micans är en gräsväxtart som beskrevs av Christian Gottfried Daniel Nees von Esenbeck. Restio micans ingår i släktet Restio och familjen Restionaceae. Inga underarter finns listade i Catalogue of Life.